# Manfred Becker (Basketballspieler)
Manfred Becker (* 1951 in Völklingen) ist ein ehemaliger deutscher Basketballspieler.

## Leben
Becker spielte bei Wacker 62 Völklingen und wurde in die deutsche Nationalmannschaft berufen. Er wurde in sieben Länderspielen eingesetzt, nahm unter anderem am Europapokal für Nationalmannschaften teil und bestritt mit der Auswahl des Deutschen Basketball-Bundes Länderspiele in Israel, Belgien und in der Türkei. Der zwei Meter große Becker musste seine internationale Laufbahn wegen eines Achillessehnenabrisses aufgeben.
Beruflich war er in Völklingen von 1971 bis Ende 2016 in der Stadtverwaltung tätig, zuletzt als Leiter des Rechnungsprüfungsamtes.
Von 2019 bis Januar 2024 vertrat er die deutsche Bürgervereinigung „Wir Bürger Völklingen“ als Mitglied im Rat der Stadt Völklingen, Aufsichtsräten der Stadtwerke Völklingen und in der Verbandsversammlung des Wasserzweckverbandes Warndt. Er war stellvertretender Fraktionsvorsitzender. Er verließ die Fraktion am 1. Februar 2024 und war fortan parteiloses Stadtratsmitglied.